# Bageshwar (Distrikt)
Der Distrikt Bageshwar (Hindi बागेश्वर जिला) ist ein Distrikt des indischen Bundesstaats Uttarakhand. Sitz der Distriktverwaltung ist Bageshwar.

## Geografie

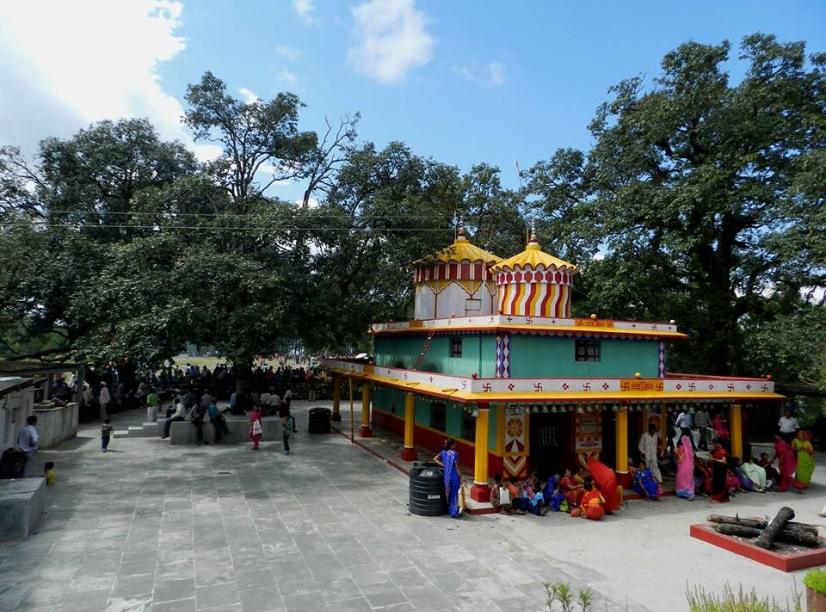
Vijaypur-Tempel

Der Distrikt Bageshwar liegt in der Division Kumaon im Osten von Uttarakhand im Kumaon-Himalaya. Bageshwar grenzt im Westen an Chamoli, im Osten an Pithoragarh und im Süden an Almora. Die Fläche des Distrikts Bageshwar beträgt 2241 km². Das Gebiet des Distrikts Bageshwar befindet sich im Einzugsgebiet von Pindar und Sarju. Der Distrikt erstreckt sich im Norden bis zum Nanda Kot.

## Bevölkerung
Nach der Volkszählung 2011 hatte der Distrikt Bageshwar 259.898 Einwohner.